# Relevant Few
Relevant Few war eine schwedische Death-Metal- und Grindcore-Band aus Göteborg, die im Jahr 2000 unter dem Namen Mindsnare gegründet wurde und sich ca. 2009 auflöste.

## Geschichte
Die Band wurde im Oktober 2000 unter dem Namen Mindsnare gegründet und bestand aus dem Bassisten und Sänger Robert Hakemo, dem Gitarristen Kristian Lampila, dem Schlagzeuger Daniel „Mojjo“ Moilanen, dem Gitarristen Johan Nilsson und dem Sänger Johan „J.C.“ Carlzon. Hakemo und Lampila kannten sich bereits aus ihrer gemeinsamen Tätigkeit bei der Band Gooseflesh. Nachdem beide beschlossen hatten eine gemeinsame Band zu gründen, waren sie in einem Club auf Moilanen gestoßen, der in einer Slipknot-Tribute-Band gespielt hatte. Zudem hatte Lampila in einem Club gearbeitet, in dem er Carlzon in dessen Band Abandon hatte spielen sehen. Nach den ersten fünf Proben hatte die Gruppe zehn Lieder entwickelt, ehe Auftritte folgten. Der erste davon fand am 15. Dezember 2000 in Göteborg zusammen mit Nasum statt. Zudem nahm die Band im Februar 2001 ein erstes Demo live auf, das auf eine Computerbearbeitung verzichtete. Daraufhin erreichte die Band im April 2001 einen Plattenvertrag bei No Tolerance Records. Dies geschah durch die Hilfe von Tomas Lindberg, der das Demo gehört und die Band dem Label empfohlen hatte. Da es bereits eine italienische und eine australische Band mit diesem Namen gab, benannte sich die Gruppe in Relevant Few um.
Über No Tolerance Records erschien 2002 das Debütalbum Who Are Those of Leadership? Auch das Album wurde live mit Riszas Mobile Recordings in ihrem Proberaum aufgenommen. Im Herbst desselben Jahres war eine Tournee zusammen mit Napalm Death geplant, die jedoch abgesagt werden musste, da Johan Carlzon die Besetzung im Januar 2002 aus persönlichen Gründen verlassen hatte. Nach ein paar Monaten kam der Sänger Henke Svensson als Ersatz hinzu, ehe die Band kurz darauf auf dem fünften Fuck the Commerce spielte. Relevant Few hatte die Label-Kollegen Retaliation ersetzt, die ihren Auftritt auf dem Festival hatten absagen müssen. Danach begann die Gruppe mit den Aufnahmen zum zweiten Album, die zwei Tage dauerten und erneut live vorgenommen und später – wie beim letzten Album – von Riszas Mobile Recordings neu abgemischt wurden. Im Februar 2003 verließ Moilanen die Band und auch Johan Nilsson kehrte ihr den Rücken, da er nach Örnsköldsvik zog. 2004 erschien das Album schließlich unter dem Namen The Art of Today bei New Haven Records. Da Moilanen gegangen war, weil er sich mit Johan Nilsson nicht verstanden hatte und dies durch Nilssons Ausscheiden geklärt hatte, war Moilanen im Dezember 2003 zu Relevant Few zurückgekehrt. Im selben Monat nahm die Gruppe eine Coverversion des Nuclear-Assault-Liedes Critical Mass für einen Sampler von Evigt Lidande Productions auf. Im Juni 2002 war zudem ein Auftritt in Trollhättan mitgeschnitten worden, das bei demselben Label als Live-Album unter dem Namen Live: Revolution! erscheinen sollte, was jedoch auch nach längerer Verzögerung nicht geschah. Mittlerweile hatte man für ein Live-Album einen neueren Auftritt in Göteborg aufgenommen, da bei dem Auftritt in Trollhättan die Band noch aus fünf Mitgliedern bestand und sie durch das Ausscheiden von Johan Nilsson nur noch zu viert war. Es folgte eine Tour zusammen mit Vader im August 2004, der sich zwei weitere mit Gadget im September bzw. Deicide im November anschlossen. Danach verließ Moilanen die Besetzung erneut und auch Henke Svensson verließ Ende 2005 die Gruppe. Daraufhin kehrte Johan Carlzon zur Band zurück und im Oktober 2005 kam Ufuk Demir als neuer Schlagzeuger hinzu. In dieser veränderten Besetzung folgten Auftritte zusammen mit Lazarus Blackstar, Gloomy Sunday und Atomvinter. Im Jahr 2006 verkündete die Band die Veröffentlichung der EP Hardening Black. Stattdessen wurde das entstandene Material jedoch für eine Split-Veröffentlichung zusammen mit Afgrund verwendet, die 2007 bei Lifestage Productions erschien. Im Jahr 2008 verstarb Johan Carlzon im Alter von 32 Jahren an einer Drogenüberdosis. Die Band ist mittlerweile nicht mehr aktiv.

## Stil
Laut laut.de spielt die Band Grindcore mit „extrem politischen Texten“. Laut Daniel Ekeroth in seinem Buch Schwedischer Death Metal spielt die Band Grindcore und Death Metal im Stil von Napalm Death. Janne Stark beschrieb in seinem Buch The Heaviest Encyclopedia of Swedish Hard Rock and Heavy Metal Ever! die Musik auch als Grindcore und Death Metal im Stil von Napalm Death und Brutal Truth mit kurzen intensiven Liedern. Anzo Sadoni vom Metal Hammer gab in seiner Rezension zu The Art of Today an, dass Relevant Few im Vergleich zu anderen schwedischen Grindcore-Bands wie Nasum und Regurgitate weniger traditionell zu Werke geht und Einflüsse aus dem Death Metal mit einarbeite. Die Growls würden an George Fisher erinnern. Laut Bas Smit von lordsofmetal.nl ist die Band auf den ersten beiden Alben oft mit Bands wie Brutal Truth und Napalm Death verglichen worden. Im Interview mit Smit, das nach der Veröffentlichung des zweiten Albums erschien, gab Hakemo an, dass er gegenwärtig durch Bands wie Today Is the Day, Neurosis und Isis beeinflusst wird. Er sei erstmals durch Scum auf Napalm Death aufmerksam geworden, ehe er Harmony Corruption kennenlernte und sich später auch für Brutal Truth begeisterte. Einen Vergleich mit Nasum lehnte er ab, da Relevant Few sich stärker auf Oldschool-Grindcore konzentriere. Auch im Interview mit listen-to-it.de gab Hakemo einen Einfluss von Napalm Death und Brutal Truth an. Hakemo höre zudem auch Bands, die nicht aus dem Metal-Bereich stammen würden, wie The Prodigy, Depeche Mode, The Chemical Brothers, Massive Attack, Muse und Placebo. Er gab an, dass die Texte der Band politisch orientiert sind und er beziehe Songideen aus Erfahrungen aus dem täglichen Leben, vergangenen Beziehungen, Zeitungsberichten und dem TV. Das Lied Is There No Hope? handele von einer vergangenen Beziehung Hakemos, in No Savior gehe es um die zunehmende Kameraüberwachung in der Öffentlichkeit und Lustrous Pattern handele davon, wie die USA nach den Terroranschlägen am 11. September 2001 den Krieg erklärt habe.

## Diskografie
als Mindsnare
- 2001: Demo (Demo, Eigenveröffentlichung)

als Relevant Few
- 2002: Who Are Those of Leadership? (Album, No Tolerance Records)
- 2004: The Art of Today (Album, New Haven Records)
- 2007: Afgrund / Relevant Few (Split mit Afgrund, Lifestage Productions)